# Darijo Grujcic
Darijo Grujcic (Lustenau, 19 maggio 1999) è un calciatore austriaco, difensore del KS Cracovia.

## Carriera

### Club
Grujcic ha iniziato la sua carriera nel settore giovanile dell'Austria Lustenau per poi passare al Voralberg ed al Dornbirn, dove ha giocato i suoi primi incontri ufficiali in Regionalliga. Il 30 novembre 2017 ha firmato un precontratto con l'Austria Lustenau valido a partire dal gennaio del 2018 ed il 16 marzo ha esordito in 2. Liga nell'incontro perso 2-0 contro il WSG Swarovski Tirol.
Alla scadenza del contratto nel 2020 si è accordato con il Wacker Innsbruck con cui ha firmato un contratto triennale. A causa di problemi finanziari, il 24 aprile 2022 è rimasto svincolato e pochi giorni dopo ha fatto ritorno per la seconda volta all'Austria Lustenau, appena promosso in Bundesliga.

### Nazionale
Ha giocato nelle nazionali giovanili austriache Under-18, Under-19 ed Under-21.

## Statistiche

### Presenze e reti nei club
Statistiche aggiornate al 22 dicembre 2023.
| Stagione        | Squadra             | Campionato      | Campionato | Campionato | Coppe nazionali | Coppe nazionali | Coppe nazionali | Coppe continentali | Coppe continentali | Coppe continentali | Altre coppe | Altre coppe | Altre coppe | Totale | Totale |
| Stagione        | Squadra             | Comp            | Pres       | Reti       | Comp            | Pres            | Reti            | Comp               | Pres               | Reti               | Comp        | Pres        | Reti        | Pres   | Reti   |
| --------------- | ------------------- | --------------- | ---------- | ---------- | --------------- | --------------- | --------------- | ------------------ | ------------------ | ------------------ | ----------- | ----------- | ----------- | ------ | ------ |
| 2016-2017       | Dornbirn            | RL              | 11         | 1          | CA              | 0               | 0               |                    | -                  | -                  |             | -           | -           | 11     | 1      |
| 2017-2018       | Dornbirn            | RL              | 19         | 1          | CA              | 1               | 0               |                    | -                  | -                  |             | -           | -           | 20     | 1      |
| 2017-2018       | Austria Lustenau    | 1L              | 10         | 0          | CA              | 0               | 0               |                    | -                  | -                  |             | -           | -           | 10     | 0      |
| 2018-2019       | Austria Lustenau    | 2L              | 13         | 0          | CA              | 3               | 0               |                    | -                  | -                  |             | -           | -           | 16     | 0      |
| 2019-2020       | Austria Lustenau    | 2L              | 20         | 0          | CA              | 4               | 0               |                    | -                  | -                  |             | -           | -           | 24     | 0      |
| 2019-2020       | Austria Lustenau II | RL              | 2          | 0          |                 | -               | -               |                    | -                  | -                  |             | -           | -           | 2      | 0      |
| 2020-2021       | Wacker Innsbruck    | 2L              | 23         | 1          | CA              | 3               | 0               |                    | -                  | -                  |             | -           | -           | 26     | 1      |
| 2021-2022       | Wacker Innsbruck    | 2L              | 17         | 0          | CA              | 2               | 0               |                    | -                  | -                  |             | -           | -           | 19     | 0      |
| 2022-2023       | Austria Lustenau    | BL              | 24         | 3          | CA              | 0               | 0               |                    | -                  | -                  |             | -           | -           | 24     | 3      |
| 2023-2024       | Austria Lustenau    | BL              | 16         | 0          | CA              | 3               | 0               |                    | -                  | -                  |             | -           | -           | 19     | 0      |
| Totale carriera | Totale carriera     | Totale carriera | 155        | 6          |                 | 16              | 0               |                    | -                  | -                  |             | -           | -           | 171    | 6      |